# Municipio de Meade (condado de Mason)
El municipio de Meade (en inglés: Meade Township) es un municipio ubicado en el condado de Mason en el estado estadounidense de Míchigan. En el año 2010 tenía una población de 181 habitantes y una densidad poblacional de 1,86 personas por km².

## Geografía
El municipio de Meade se encuentra ubicado en las coordenadas 44°7′6″N 86°5′38″O / 44.11833, -86.09389. Según la Oficina del Censo de los Estados Unidos, el municipio tiene una superficie total de 97.27 km², de la cual 97,05 km² corresponden a tierra firme y (0,23 %) 0,23 km² es agua.

## Demografía
Según el censo de 2010, había 181 personas residiendo en el municipio de Meade. La densidad de población era de 1,86 hab./km². De los 181 habitantes, el municipio de Meade estaba compuesto por el 85,08 % blancos, el 6,63 % eran amerindios, el 2,21 % eran de otras razas y el 6,08 % eran de una mezcla de razas. Del total de la población el 3,31 % eran hispanos o latinos de cualquier raza.